# Antoni Nieroba
Antoni Nieroba (ur. 17 stycznia 1939 w Chorzowie, zm. 24 czerwca 2021 tamże) – piłkarz, reprezentant Polski. Z zawodu technik - elektryk. Na początku kariery grał na pozycji pomocnika, a następnie obrońcy. Wychowanek Ruchu Chorzów, grał w tym klubie w latach 1952–1972.
W lidze rozegrał 347 spotkań (17 sezonów) i zdobył 20 goli – zajmuje 19. miejsce wśród polskich piłkarzy pod względem liczby rozegranych meczów w ekstraklasie. W barwach Ruchu rozegrał 401 spotkań (PP 36 meczów, Puchar Intertoto 12 meczów i Puchar UEFA 12 meczów). Jest absolutnym rekordzistą w ilości rozegranych meczów w tym klubie. Dwukrotnie zdobył mistrzostwo Polski: w roku 1960 i 1968.
Wspomnieć też należy, że Antoni Nieroba i Jego klubowy kolega z zespołu chorzowskiego Ruchu w 1965 roku mieli swój udział w zdobyciu przez...Polonię Bytom Pucharu Rappana, a stało się to za zgodą działaczy chorzowskiego Ruchu, którzy wspomogli bytomska Polonię wypożyczając swych dwóch piłkarzy.
W reprezentacji Polski swój pierwszy mecz rozegrał przeciwko reprezentacji Izraela 21 czerwca 1959 roku 7-2 (3-1) na Stadionie Olimpijskim we Wrocławiu, a swój ostatni mecz w koszulce z orłem na piersi rozegrał przeciwko reprezentacji Rumunii 29 października 1967 roku na stadionie krakowskiej Wisły 0-0 wynik  tego towarzyskiego meczu. Mecz też ten był debiutem, a zarazem pożegnaniem z reprezentacją Polski dla klubowego kolegi Antoniego Nieroby z Ruchu Chorzów, Józefa Gomolucha.
Pod koniec kariery wyjechał do Francji gdzie grał od 1972 roku do 1974 roku w zespole LB Châteauroux (w 1984 w zespole tym pracował razem z Antonim Piechniczkiem). W latach 1980–1982 był trenerem Rozwoju Katowice, a do 2001 trenerem AKS-u Chorzów.
W 2017 roku otrzymał nagrodę imienia Gerarda Cieślika przyznawana byłym, wybitnym piłkarzom Ruchu Chorzów. Pochowany na cmentarzu przy kościele pw. Ducha Świętego w Chorzowie.

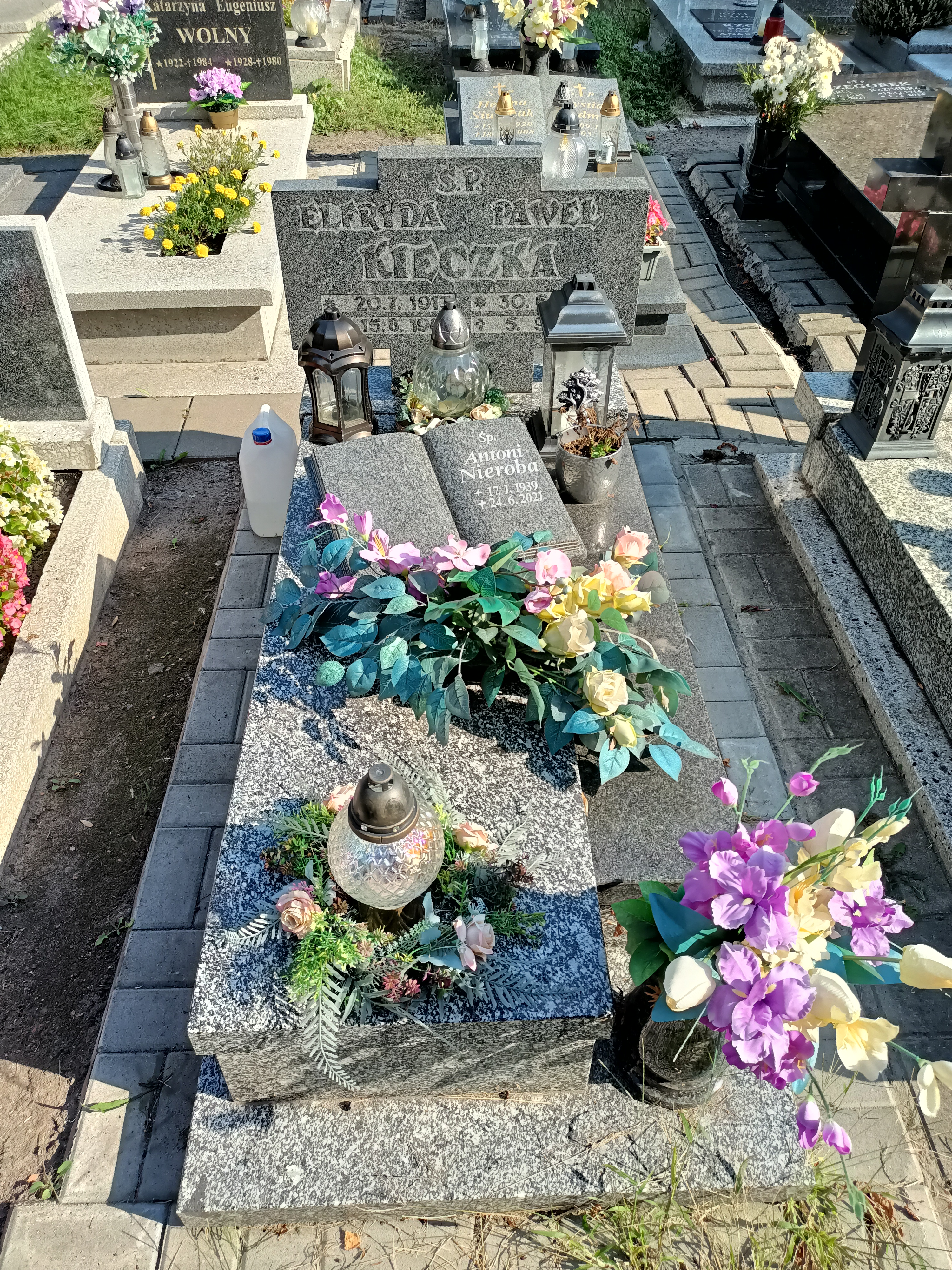
Grób Antoniego Nieroby